# Dicranomyia kernensis
Dicranomyia kernensis là một loài ruồi trong họ Limoniidae. Chúng phân bố ở miền Tân bắc.